# Bout de maman
Pour plus de détails, voir Fiche technique et Distribution.
Bout de maman (Hulda from Holland) est un film muet américain de John B. O'Brien, sorti en 1916.

## Synopsis
Hulda, qui vient d'arriver aux États-Unis en provenance de Hollande, attend son oncle Peter, qui doit venir la chercher, mais ce dernier est renversé par une voiture et doit être hospitalisé. De ce fait, Hulda prend une chambre dans une pension de famille, où elle rencontre Allan dont elle tombe amoureuse. Allan est le fils de John Walton, un magnat des chemins de fer, qui harcèle Oncle Peter pour qu'il lui vende ses terrains. Peter finit par se rétablir et Hulda part vivre chez lui. Allan la suit, et, à la demande de son père, suggère à Peter de vendre son terrain aux chemins de fer. Peter finit par fléchir, après quoi Hulda et Allan se marient. John assiste à la cérémonie, et après celle-ci se réconcilie avec Peter. 

## Fiche technique
- Titre original : Hulda from Holland
- Titre français : Bout de maman
- Réalisation : John B. O'Brien
- Scénario : Edith Bernard Delano
- Photographie : Emmett Williams
- Société de production : Famous Players Film Company
- Société de distribution : Paramount Pictures Corporation
- Pays d’origine :  États-Unis
- Langue originale : anglais
- Format : noir et blanc — 35 mm — 1,37:1 — Muet
- Genre : Comédie dramatique
- Durée : 5 bobines
- Dates de sortie : 
  -  États-Unis : 30 juillet 1916
  -  France : 20 décembre 1918[1]
- Licence : domaine public

## Distribution
- Mary Pickford : Hulda
- Frank Losee : John Walton
- John Bowers : Allan Walton
- Russell Bassett (en) : Oncle Peter
- Harold Hollacher : Yacob
- Charles E. Vernon : le bourgmestre